# 李建民 (1950年)
李建民（1950年10月—），男，汉族，安徽阜阳人，中华人民共和国政治人物，曾任蚌埠铁路办事处主任、党工委书记，第十届全国人大代表。